# Lista de telenovelas e séries da TV Azteca

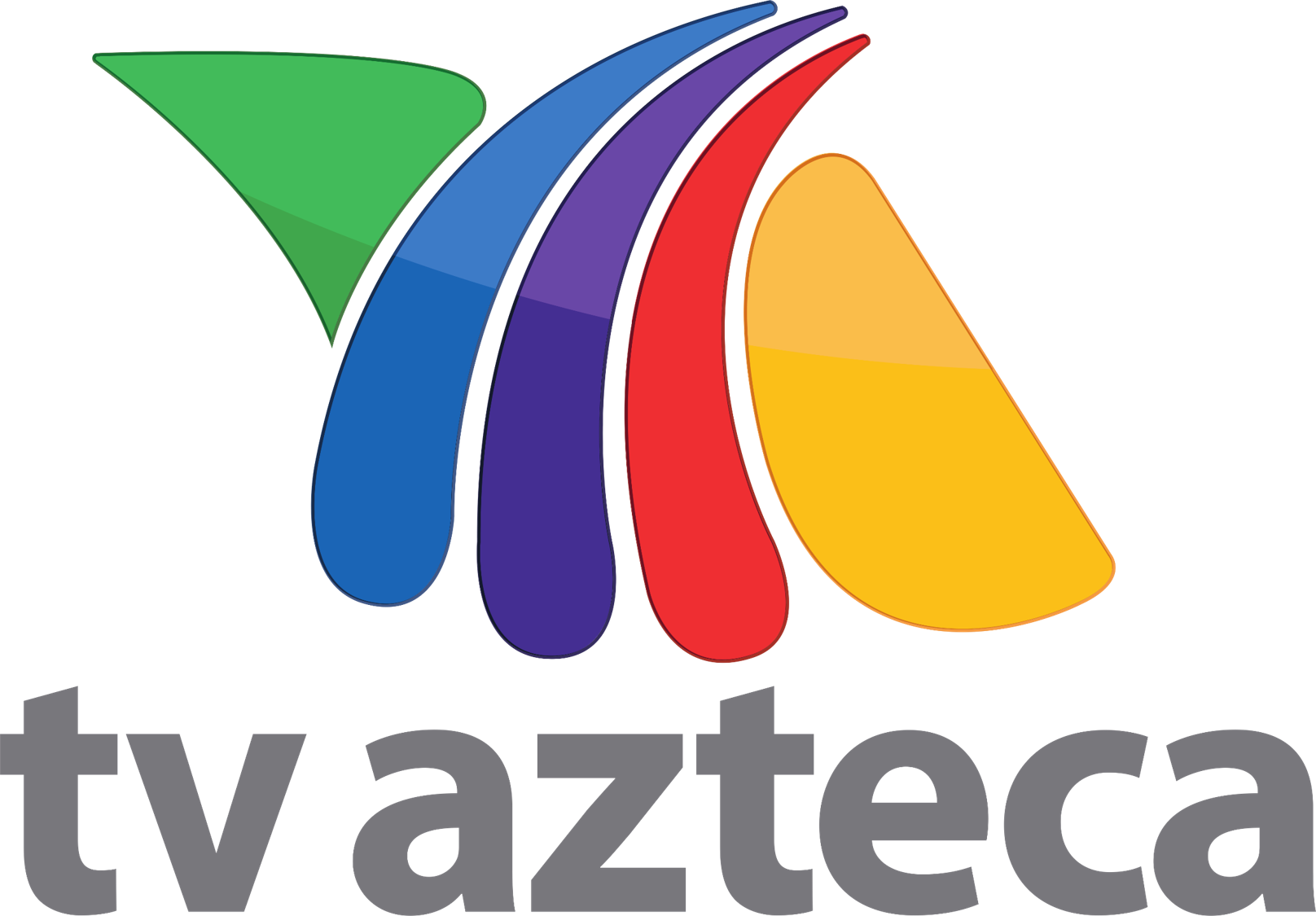
Atual logotipo da TV Azteca

Lista de títulos de telenovelas da TV Azteca por ano.

## Telenovelas por ordem de transmissão

### Década de 1990

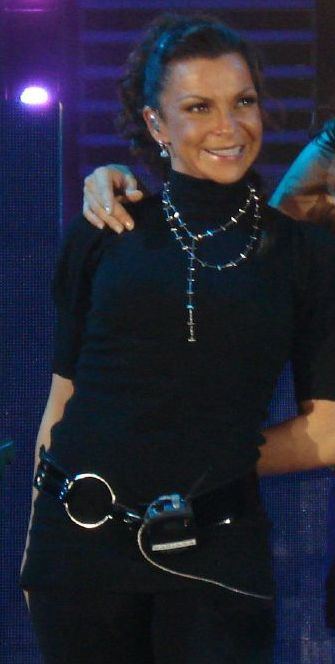
Mariana Garza com A flor de pele foi uma das primeiras em integrar-se à nova televisora.

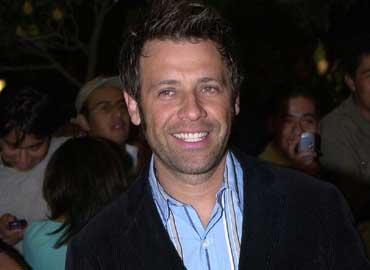
Juan Manuel Bernal foi o protagonista das telenovelas Romántica obsesión e La calle de las novias.

| #  | Ano  | Telenovela            | Produtor                                              | Ref.  |
| -- | ---- | --------------------- | ----------------------------------------------------- | ----- |
| 01 | 1993 | El peñón del Amaranto | Víctor Hugo Ou'Farrill                                | [ 1 ] |
| 02 | 1994 | A flor de piel        | Víctor Hugo Ou'Farrill                                | [ 2 ] |
| 03 | 1995 | Con toda el alma      | Alejandra Hernández                                   | [ 3 ] |
| 04 | 1996 | Nada personal         | Maika Bernard                                         | [ 4 ] |
| 05 | 1996 | Te dejaré de amar     | Alejandra Hernández                                   |       |
| 06 | 1996 | Tric trac             | Norma Ruiz Esparza Juan Carlos Muñoz                  |       |
| 07 | 1997 | Rivales por accidente | Michel Strauss                                        |       |
| 08 | 1997 | Al norte del corazón  | Santiago Galindo Rubén Galindo                        |       |
| 09 | 1997 | Mirada de mujer       | Marcela Mejía                                         |       |
| 10 | 1997 | Demasiado corazón     | Sachiko Uzeta                                         |       |
| 11 | 1997 | La chacala            | Christian Bach BachHumberto Zurita                    |       |
| 12 | 1998 | Chiquititas           |                                                       |       |
| 13 | 1998 | Señora                | Alejandra Hernández                                   |       |
| 14 | 1998 | La casa del naranjo   | Rafael Gutiérrez                                      |       |
| 15 | 1998 | Perla                 | José Ambrís                                           |       |
| 16 | 1998 | Tentaciones           | Marcela Mejía                                         |       |
| 17 | 1998 | Azul tequila          | Christian Bach Humberto Zurita                        |       |
| 18 | 1998 | El amor de mi vida    | Mónica Skorlich                                       |       |
| 19 | 1998 | Tres veces Sofía      | Luis Vélez Rossana Arau                               |       |
| 20 | 1999 | Yacaranday            | Alejandro Gavira Gustavo Gavira                       |       |
| 21 | 1999 | Romántica obsesión    | José Ambrís                                           |       |
| 22 | 1999 | Catalina y Sebastián  | Antulio Jiménez Pons                                  |       |
| 23 | 1999 | Marea brava           | Alejandra Hernández                                   |       |
| 24 | 1999 | La vida en el espejo  | Marcela Mejía                                         |       |
| 25 | 1999 | El candidato          | Christian Bach Humberto Zurita Gerardo Zurita         |       |
| 26 | 1999 | Háblame de amor       | Luis Vélez Rossana Arau                               |       |
| 27 | 1999 | Besos prohibidos      | Juan Carlos Muñoz Fernando Chacón Manuel Ruiz Espalhe |       |

### Década de 2000

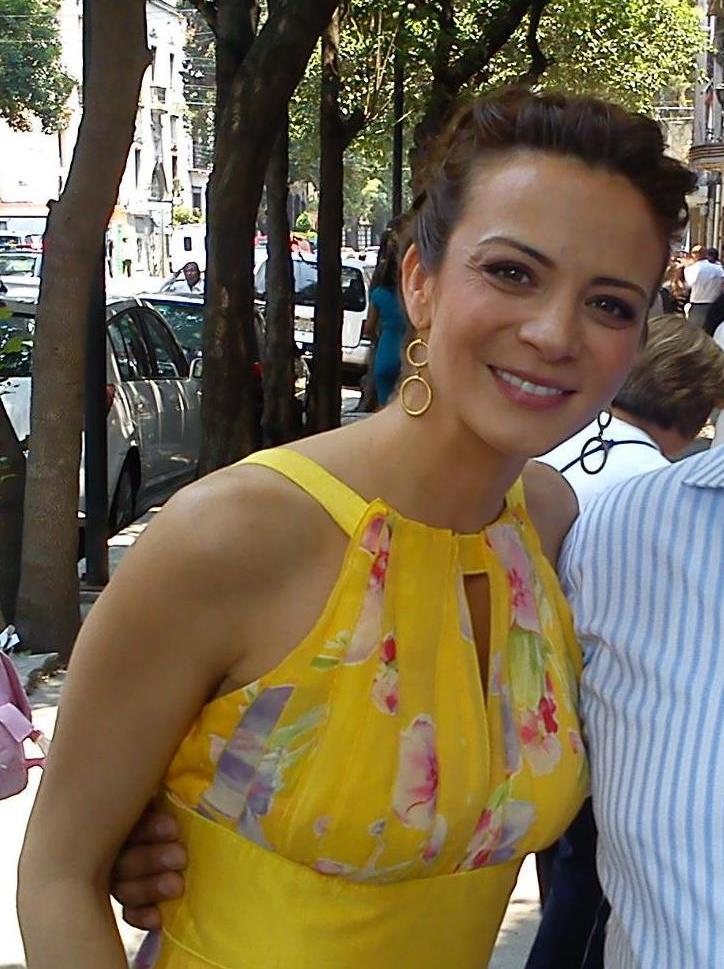
Silvia Navarro foi a protagonista das telenovelas La calle de las novias, Cuando seas mía, La duda, La heredera e Montecristo.

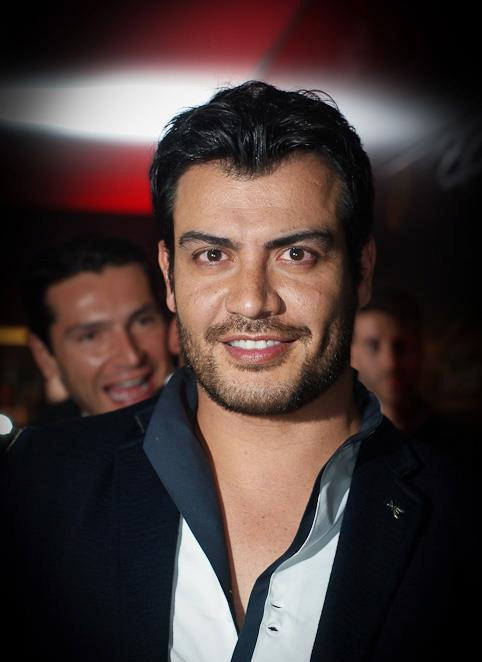
Andrés Palacios ficou famoso atuando em Las Juanas, Amor en custodia e Mientras haya vida, protagonizou Eternamente tuya e Vidas robadas e inclusive dirigiu Pasión morena.

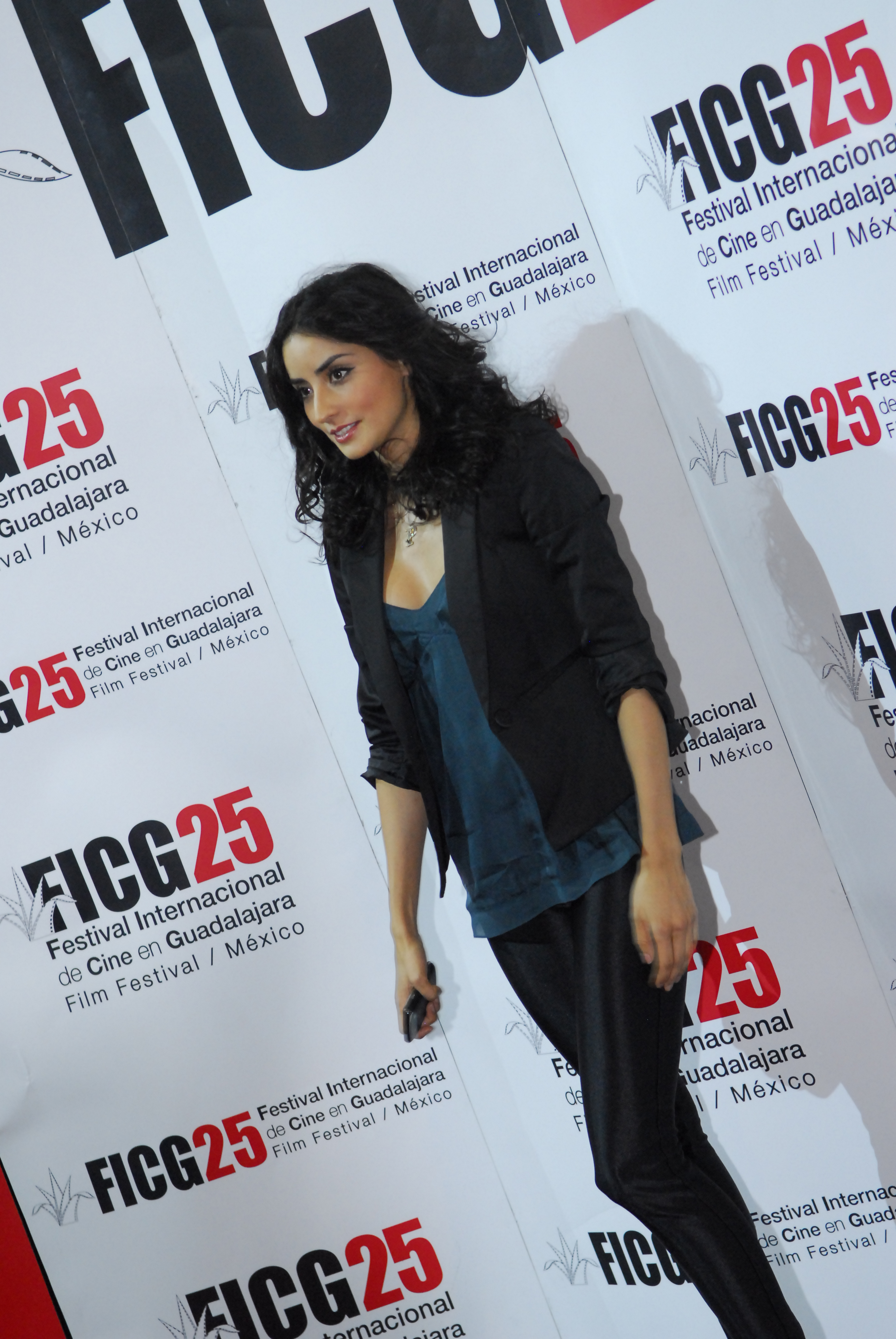
Paola Núñez protagonizou as telenovelas Pasión morena e Destino.

| #  | Ano  | Telenovela                         | Produtor                                      | Ref. |
| -- | ---- | ---------------------------------- | --------------------------------------------- | ---- |
| 28 | 2000 | Ellas, inocentes o culpables       | Antulio Jiménez Pons                          |      |
| 29 | 2000 | Todo por amor                      | Mónica Skorlich                               |      |
| 30 | 2000 | La calle de las novias             | Christian Bach Humberto Zurita Gerardo Zurita |      |
| 31 | 2000 | Golpe bajo                         | José Rendón Rafael Gutiérrez                  |      |
| 32 | 2000 | El amor no es como lo pintan       | Antulio Jiménez Pons                          |      |
| 33 | 2000 | Tío Alberto                        | Luis Vélez Rossana Arau                       |      |
| 34 | 2001 | Amores... querer con alevosía      | Luis Vélez Rossana Arau                       |      |
| 35 | 2001 | Como en el cine                    | Antulio Jiménez Pons                          |      |
| 36 | 2001 | Cuando seas mía                    | Rafael Gutiérrez                              |      |
| 37 | 2001 | Lo que es el amor                  | Alicia Carvajal                               |      |
| 38 | 2002 | Agua y aceite                      | Christian Bach Humberto Zurita Gerardo Zurita |      |
| 39 | 2002 | Por ti                             | Rafael Gutiérrez Fides Velasco                |      |
| 40 | 2002 | El país de las mujeres             | Georgina Balzaretti                           |      |
| 41 | 2002 | Súbete a mi moto                   | Antulio Jiménez Pons Gerardo Zurita           |      |
| 42 | 2002 | La duda                            | Fides Velasco                                 |      |
| 43 | 2003 | Enamórate                          | Gerardo Zurita                                |      |
| 44 | 2003 | Un nuevo amor                      | Fides Velasco                                 |      |
| 45 | 2003 | Mirada de mujer... el regreso      | Fides Velasco                                 |      |
| 46 | 2003 | Dos chicos de cuidado en la ciudad | Carlos Márquez                                |      |
| 47 | 2003 | La hija del jardinero              | Igor Manrique                                 |      |
| 48 | 2004 | Soñarás                            | Eloy Ganuza                                   |      |
| 49 | 2004 | Belinda                            | Igor Manrique                                 |      |
| 50 | 2004 | La heredera                        | Henry Ramos Gerardo Zurita                    |      |
| 51 | 2004 | Las Juanas                         | Fides Velasco                                 |      |
| 52 | 2004 | Los Sánchez                        | Ángel Mele                                    |      |
| 53 | 2005 | La otra mitad del sol              | Patricia Benítez Laucín Jorge Rios Villanueva |      |
| 54 | 2005 | Top models                         | Miguel Ángel Rodríguez                        |      |
| 55 | 2005 | Ni una vez más                     | Genoveva Martínez                             |      |
| 56 | 2005 | Amor en custodia                   | Claudio Meilán Betina Sancha                  |      |
| 57 | 2005 | Machos                             | Carlos Márquez                                |      |
| 58 | 2006 | Ni una vez más                     | Genoveva Martínez                             |      |
| 59 | 2006 | Amor sin condiciones               | Igor Manrique                                 |      |
| 60 | 2006 | Amores cruzados                    | Feliciano Torres Dago García                  |      |
| 61 | 2006 | Montecristo                        | Rita Fusaro                                   |      |
| 62 | 2006 | Campeones de la vida               | Gabriela Valentán                             |      |
| 63 | 2006 | Ángel, las alas del amor           | Carlos Márquez Julio De Rose                  |      |
| 64 | 2007 | Se busca un hombre                 | Genoveva Martínez                             |      |
| 65 | 2007 | Mientras haya vida                 | Marcela Mejía                                 |      |
| 66 | 2007 | Bellezas indomables                | Carlos Márquez                                |      |
| 67 | 2008 | Vivir por ti                       | Daniel Camhi                                  |      |
| 68 | 2008 | Tengo todo excepto a ti            | Rita Fusaro                                   |      |
| 69 | 2008 | Pobre rico... pobre                | Carlos Márquez                                |      |
| 70 | 2008 | Deseo prohibido                    | Iván Aranda                                   |      |
| 71 | 2008 | Contrato de amor                   | Emilia Lamothe                                |      |
| 72 | 2008 | Secretos del alma                  | Fides Velasco                                 |      |
| 73 | 2009 | Eternamente tuya                   | Óscar Guarín                                  |      |
| 74 | 2009 | Vuélveme a querer                  | Alicia Ávila                                  |      |
| 75 | 2009 | Pasión morena                      | Rita Fusaro Claudio Meilán                    |      |
| 76 | 2009 | Pobre diabla                       | Fides Velasco                                 |      |
| 77 | 2009 | Mujer comprada                     | Rafael Urióstegui                             |      |

### Década de 2010
| #   | Ano  | Telenovela                        | Produtor                           | Ref.   |
| --- | ---- | --------------------------------- | ---------------------------------- | ------ |
| 78  | 2010 | La loba                           | María del Carmen Marcos            | [ 5 ]  |
| 79  | 2010 | Vidas robadas                     | Georgina Castro Ruiz Fides Velasco | [ 6 ]  |
| 80  | 2010 | Quiéreme tonto                    | Igor Manrique Genoveva Martínez    | [ 7 ]  |
| 81  | 2010 | Prófugas del destino              | Rafael Urióstegui                  | [ 8 ]  |
| 82  | 2010 | Entre el amor y el deseo          | María del Carmen Marcos            | [ 9 ]  |
| 83  | 2011 | Emperatriz                        | Fides Velasco                      | [ 10 ] |
| 84  | 2011 | Cielo rojo                        | Rafael Urióstegui                  | [ 11 ] |
| 85  | 2011 | Bajo el alma                      | Fabián Corres                      | [ 12 ] |
| 86  | 2011 | Huérfanas                         | Fernando Sariñana                  | [ 13 ] |
| 87  | 2011 | A corazón abierto                 | Alberto Santini Lara Pedro Lira    | [ 14 ] |
| 88  | 2012 | La mujer de Judas                 | María do Carmen Marcos             | [ 15 ] |
| 89  | 2012 | Quererte así                      | Rafael Urióstegui                  | [ 16 ] |
| 90  | 2012 | Amor cautivo                      | Fernando Sariñana                  | [ 17 ] |
| 91  | 2012 | Los Rey                           | Pedro Lira                         | [ 18 ] |
| 92  | 2012 | La otra cara del Alma             | Rita Fusaro                        | [ 19 ] |
| 93  | 2013 | Vivir a destiempo                 | Fides Velasco                      | [ 20 ] |
| 94  | 2013 | Destino                           | María do Carmen Marcos             | [ 21 ] |
| 95  | 2013 | Secretos de familia               | Rita Fusaro                        | [ 22 ] |
| 96  | 2013 | Corazón en condominio             | Rafael Gutiérrez                   | [ 23 ] |
| 97  | 2013 | Hombre tenías que ser             | Luis Urquiza                       | [ 24 ] |
| 98  | 2013 | Prohibido amar                    | Rafael Urióstegui                  | [ 25 ] |
| 99  | 2014 | Siempre tuya Acapulco             | Rita Fusaro                        | [ 26 ] |
| 100 | 2014 | Las Bravo                         | María do Carmen Marcos             | [ 27 ] |
| 101 | 2015 | Así en el barrio como en el cielo | Fides Velasco                      | [ 28 ] |
| 102 | 2015 | UEPA! Un escenario para amar      | Rafael Gutiérrez                   | [ 29 ] |
| 103 | 2015 | Caminos de Guanajuato             | Javier Pons                        | [ 30 ] |
| 104 | 2015 | Tanto amor                        | Rita Fusaro                        | [ 30 ] |
| 105 | 2016 | Un día cualquiera                 | Fides Velasco                      |        |
| 106 | 2016 | Rosario Tijeras                   | Ximena Cantuarias                  | [ 30 ] |
| 107 | 2017 | A promotora de ferro              | Mónica Skorlich                    | [ 30 ] |
| 108 | 2017 | Nada pessoal                      | Fides Velasco                      | [ 31 ] |
| 109 | 2017 | Las malcriadas                    | Mónica Skorlich                    |        |
| 110 | 2017 | Tres familias                     | Luis Guillermo Camacho             |        |
| 111 | 2017 | La hija pródiga                   | Alicia Carvajal                    |        |
| 112 | 2018 | Educando a Nina                   | Mónica Skorlich                    |        |
| 113 | 2018 | Tres Milagros                     | Harold Sánchez                     |        |
| 114 | 2018 | Rosario Tijeras 2                 | Karina Blanco                      |        |

### Década de 2020
| #   | Ano  | Telenovela        | Productor            | Ref    | Ano de Prod                                                    |
| --- | ---- | ----------------- | -------------------- | ------ | -------------------------------------------------------------- |
| 115 | 2020 | La Bandida        | Andrés Santamaría    |        | Produzida 2017 Prime Vídeo/Telemundo em 2019 Tv Azteca em 2020 |
| 116 | 2020 | Desaparecida      | Joshua Mintz         | [ 32 ] | 2016-2017 Entro na Prime Vídeo em 2020                         |
| 117 | 2021 | Un día para vivir |                      |        |                                                                |
| 118 | 2025 | Cautiva Por Amor  | Juan Carlos Castillo |        |                                                                |